# Радич Бранковић
Радич Бранковић је био српски феудалац Браничева из 14. века Српског царства цар Стефана Душана.
Његова породица (Растислалићи) је у 14. веку добила Браничево. Његов отац, Бранко Растислалић, био је доместикос цара Душана и носио титулу господара Подунавља све до своје смрти 1352. године, Радич га је наследио као господар Браничева.
Издао је сопствену регионалну валуту, „Шлем динаре“, само једну од три која су постојала пре пада српског царства.
Године 1371. Моравска Србија је наследила централни део српског царства, а његови поседи су од тада под управом Лазара Хребељановића. Постаје вазал Угарске, а надгледа га Никола II Горјански.
Кнез Лазар започиње војну операцију против Николе Алтомановића, заузима његову територију, потчињава Радича на северу, успешно поново преузима област за српски престо, коначно је исељен 1379. године, чиме се завршава историја куће Растислалића.